# Opona miękka
Opona miękka (łac. pia mater) – jedna z trzech (obok opony twardej i pajęczynówki) opon mózgowo-rdzeniowych.
Opona miękka wnika we wszystkie zagłębienia, szczeliny i bruzdy w mózgowiu i jest ściśle połączona z błoną graniczną zewnętrzną gleju. W części szyjnej, wzmocniona pasmami łącznotkankowymi, wnika w głąb sznura tylnego i tworzy przegrodę szyjną pośrednią, oddzielając pęczek smukły od pęczka klinowatego. Pełni funkcję łącznotkankowego zrębu, utrzymującego we właściwym kształcie miękką i plastyczną konsystencję mózgowia oraz rdzenia kręgowego. Jest unerwiona przez włókna pochodzące od nerwów czaszkowych i nerwów rdzeniowych. Nerwy te prawdopodobnie kontrolują krążenie płynu mózgowo-rdzeniowego i ciśnienie wewnątrzczaszkowe. Przecinanie opony miękkiej, dotyk oraz inne bodźce mechaniczne nie wywołują bólu. Jest silnie unaczyniona. Od strony szczeliny podłużnej mózgu wnika wraz ze splotami naczyniówkowymi pomiędzy sklepienie i międzymózgowie, a także pomiędzy móżdżek i rdzeń przedłużony, tworząc tkankę naczyniówkową komór.